# 口咽癌

口咽癌（英文：Oropharyngeal cancer）是頭頸癌的一种。腫瘤通常于軟腭與舌骨水平之間原發，包括舌根、軟腭、扁桃體、咽側、咽后壁及會厭。占頭頸部癌症中約10-15%。若長期吸菸、酗酒、嗜食檳榔等，容易患得 。香港每年二萬多宗癌病中，鼻咽癌有九百多宗，佔全部的3.8%，男性發病率比女性高。香港中文大学醫學院研究指出香港每5名口咽癌患者中有一人是HPV病毒感染者。專家估計，口咽癌患者有機會從口交途徑感染病毒。

## 外部連結
- 台灣癌症防治網
- 癌症專有名詞中英文對照表（页面存档备份，存于）